# Ludwig Jörder
 Ludwig Jörder (* 22. Juli 1946 in Arnsberg) ist ein deutscher Politiker und Jurist. Ab Mitte der 1970er Jahre gehörte er der SPD-Fraktion im Rat der Stadt Dortmund an. Bekannt wurde er durch seine Tätigkeiten als langjähriger Hauptgeschäftsführer der Westfalenhallen Dortmund GmbH und Vorsitzender des WDR-Verwaltungsrats.

## Leben
Jörder studierte von 1967 bis 1972 Rechtswissenschaft an der Ruhr-Universität Bochum. Nach dem dreijährigen Rechtsreferendariat von 1972 bis 1975 wurde er im Jahr 1977 bei Dilcher an der Universität Bochum promoviert. Die folgenden acht Jahre arbeitete Jörder bis 1985 als Rechtsanwalt und zuletzt als Notar. Als Nachfolger des SPD-Politikers Hermann Heinemann, der 1985 als Arbeits- und Sozialminister in das Kabinett Rau eintrat, wurde er Geschäftsführer der Westfalenhalle Dortmund GmbH. In dieser Funktion blieb er für 26 Jahre bis zum Eintritt in den Ruhestand mit 65 Jahren im Juli 2011.
In seiner Amtszeit als oberster Westfalenhallen-Manager wurde viel investiert und der Unternehmensverbund des eigenständigen kommunalen Zweckbetriebs komplett restrukturiert. Neu hinzu kamen die Hallen 6 (1986) und 7 (1989), die Halle 8 (1996) sowie die Halle 3 B und das zentrale Verwaltungsgebäude (2005). In den Jahren 1998 bis 2000 wurde das Kongresszentrum grundlegend modernisiert. Auch die zentrale Westfalenhalle wurde von Grund auf baulich saniert. Ab dem Jahr 1995 übernahm die GmbH unternehmensrechtlich vollständig die Investitionen und die Bautätigkeiten auf dem Gelände. Von da an musste man ganz ohne kommunale Subventionen auskommen sowie Pacht an die Stadt Dortmund abführen.
Seit 1999 ist Jörder Vorsitzender des obersten Aufsichtsgremiums des Westdeutschen Rundfunks, des WDR-Verwaltungsrats; im Dezember 2012 trat er seine dritte sechsjährige Amtszeit an.
Zweimal geriet der Jurist in die Kritik überregionaler Medien. Der Spiegel berichtete im August 2009 über einen möglichen Verstoß des Verwaltungsratsvorsitzenden gegen das nordrhein-westfälische WDR-Gesetz. Laut Paragraf 13 ist es Mitgliedern des Rundfunk- und des Verwaltungsrats nicht erlaubt, über ihre Amtspflichten hinaus Geschäfte mit dem Sender zu machen. Die Süddeutsche Zeitung deckte 2010 auf, dass die Chefs von Aufsichtsrat und Verwaltungsrat des WDR Anteile an der florierenden Werbetochter des Senders besitzen. Die Vorwürfe bestätigten sich nicht, da die Vorsitzenden von Rundfunkrat und Verwaltungsrat die Anteile treuhänderisch halten, der Verwaltungsratsvorsitzende wurde im Amt bestätigt.
Im Ruhestand trat Ludwig Jörder wieder in die Politik ein und wurde bei der Kommunalwahl 2014 Spitzenkandidat der SPD für die Wahl der Bezirksvertretung Innenstadt-Nord. Auf der konstituierenden Sitzung des Stadtbezirksparlaments am 11. Juni 2014 wurde er als Kandidat der stärksten Fraktion zum Bezirksbürgermeister gewählt.
Ludwig Jörder ist verheiratet mit der SPD-Politikerin Birgit Jörder, die ab 1994 Mitglied im Rat der Stadt Dortmund und von 2004 bis 2020 (ehrenamtliche) Bürgermeisterin war.

## Auszeichnungen
- 2004 – Plakette Eiserner Reinoldus vom Presseverein Ruhr des Deutschen Journalisten-Verbandes (DJV)